# The Great Dictator
The Great Dictator és una pel·lícula dirigida l'any 1940 per Charles Chaplin. És una paròdia del nazisme i dels dictadors Hitler i Mussolini.
A l'escena final, Chaplin surt del seu personatge i parla al públic en primera persona, enaltint els valors més nobles de l'home, convertint la pel·lícula en un missatge de pau i llibertat.

## Argument
Al final de la Primera Guerra Mundial, un soldat de l'exèrcit de Tomania, per salvar la vida de l'oficial Schultz en el seu avió, sofreix un accident i perd la memòria, i roman en un hospital durant anys. Quan, encara amnèsic, escapa de l'hospital, torna a la seva ciutat, on obre de nou la seva antiga barberia situada al gueto. Els temps han canviat. El país és governat pel dictador Astolfo Hynkel, i existeix una brutal persecució contra els jueus.
Una de les joves del gueto, la bella Hannah, defensa el barber quan és acorralat per membres de les forces de seguretat de Hynkel. Ambdós s'enamoren i han de sofrir les vexacions de la dictadura, encara que tenen el respir de la protecció de Schultz, que reconeix el barber, i d'un curt període de pau amb els jueus mentre Hynkel tracta d'aconseguir finançament d'un banquer jueu per a les seves ambicions de dominació global.
La negativa, per part del banquer jueu a concedir el préstec motiva la represa de l'opressió en el gueto. Schultz cau en desgràcia perquè s'encara amb el dictador per la seva falta d'humanitat i ha d'amagar-se amb els jueus. La persecució fa que el barber i Schultz siguin enviats a un camp de concentració.
Hynkel decideix envair Osterlich, però la intromissió del líder de Bacteria, Benzino Napaloni, l'obliga a convidar-lo i ser diplomàtic, diplomàcia que desemboca en una ridícula guerra de menjar i pastissos entre els dos dictadors.
Hannah i les persones del gueto fugen cap a Osterlich, però al cap de poc s'inicia la invasió des de Tomania. Llavors, quan el barber i Schultz s'escapen, Hynkel és detingut per error per les seves pròpies tropes, per la seva gran semblança amb el barber. El barber és pres per Hynkel i conduït a la tribuna per fer un discurs sobre l'inici de la conquesta del món.
En comptes d'això, el barber exhorta la humanitat a lluitar contra la mecanització de l'home, contra les dictadures i la discriminació, i a recuperar l'humanisme: «Ho lamento molt, però no vull ser dictador. No vull conquerir ni governar ningú. Desitjo ajudar a tothom: jueus, gentils, blancs o negres… La nostra saviesa ens ha fet cínics, la nostra intel·ligència ens ha fet durs i dolents. Pensem massa i sentim poc. Més que maquinària, necessitem bondat i tendresa… Soldats, en nom de la democràcia, unim-nos!».
Mentre la multitud aplaudeix, diu: «M'escoltes Hannah? Allà on estiguis, mira cap amunt, Hannah!».
Hannah, a la seva nova casa, arrasada de nou pels invasors, dirigeix la mirada al cel amb esperança, i sobre aquest rostre es fon la imatge.

## Repartiment
- Charles Chaplin: Barber jueu / Astolfo Hynkel, dictador de Tomania (en referència a Adolf Hitler)
- Paulette Goddard: Hannah
- Jack Oakie: Benzino Napaloni, dictador de Bacteria (en referència a Benito Mussolini)
- Reginald Gardiner: comandant Schultz
- Henry Daniell: Garbitsch (en referència a Joseph Goebbels)
- Billy Gilbert: Herring (en referència a Hermann Wilhelm Göring)
- Maurice Moscovich: senyor Jaeckel
- Emma Dunn: senyora Jaeckel
- Bernard Gorcey: senyor Mann

## Premis i nominacions

### Nominacions[7]
- 1941: Oscar a la millor pel·lícula
- 1941: Oscar al millor actor per Charles Chaplin
- 1941: Oscar al millor actor secundari per Jack Oakie
- 1941: Oscar al millor guió original per Charles Chaplin
- 1941: Oscar a la millor banda sonora per Meredith Willson

## Comentaris
És una sàtira del feixisme, i en particular Adolf Hitler i el seu nacionalsocialisme, oposats als demòcrates i als comunistes.
Va ser també la primera pel·lícula amb diàlegs sonors de Chaplin. Tot i així, la mímica ocupa el primer pla. Cal remarcar l'escena en què Hynkel juga amb el globus terraqüi, que acaba explotant-li a les mans.
En aquesta pel·lícula Chaplin fa una agra sàtira de Hitler, filmada quan la Segona Guerra Mundial ja havia començat. Chaplin hi interpreta dos personatges. La pel·lícula no s'estrenà a Alemanya fins a 1958 —encara que era una de les pel·lícules predilectes que Hitler tenia en el seu cinema particular—, i va obtenir els seus majors èxits després del 1945.
Quan més endavant conegué la barbàrie dels camps d'extermini, Chaplin, segons recullen les seves memòries publicades l'any 1964 va afirmar: "Si hagués tingut coneixement dels horrors dels camps de concentració alemanys, no hauria pogut rodar la pel·lícula, no hauria pogut burlar-me de la demència homicida dels nazis. No obstant això, estava decidit a ridiculitzar la seva absurda mística en relació amb una raça de sang pura".
Aquesta obra mestra té una gran càrrega de moralitat i és plena de paròdies i crítiques cap a un sistema polític tan fort com era el nazi. Al final de la pel·lícula Chaplin ens sorprèn amb un manifest tremendament emotiu on exposa l'horror de la guerra i com és de terrible per a les persones estar sotmeses sota la figura d'un dictador.
La pel·lícula fou prohibida a l'estat espanyol durant el franquisme i no es va projectar fins un cop instaurada la democràcia.

## Curiositats
La pel·lícula va estar censurada a Espanya (1940–1975), a Alemanya i a Irlanda.
A banda de ser la primera pel·lícula dialogada de Chaplin, va ser l'última en la qual apareix vestit —més o menys— com Charlot, el petit vagabund. En la pel·lícula de Richard Attenborough, Chaplin (1992), Robert Downey Jr., que feia el paper de Chaplin, deia: «Sé que el parlar serà la fi de Charlot, això segur. Però almenys se n'anirà dient alguna cosa en la qual crec».
Els rètols que es veuen en els carrers del gueto són escrits en esperanto. L'únic mot que apareix en anglès és jew (jueu). L'alemany que parla Hynkel és inventat: només una o dues paraules són en alemany autèntic.
El germà de Charles Chaplin, Sidney, va fer unes curioses filmacions en color del rodatge, on veiem una escena que finalment va ser eliminada. També podem observar que els pantalons dels membres de les forces de seguretat són de color vermell perquè adoptin un gris més fosc.
El mateix Adolf Hitler va demanar que li posessin la pel·lícula, no una, sinó dues vegades, però mai no es van saber els seus comentaris.
Ens troben davant una obra mestra no sols de la filmografia de Chaplin, sinó també del cinema de totes les èpoques.